# Monstrans

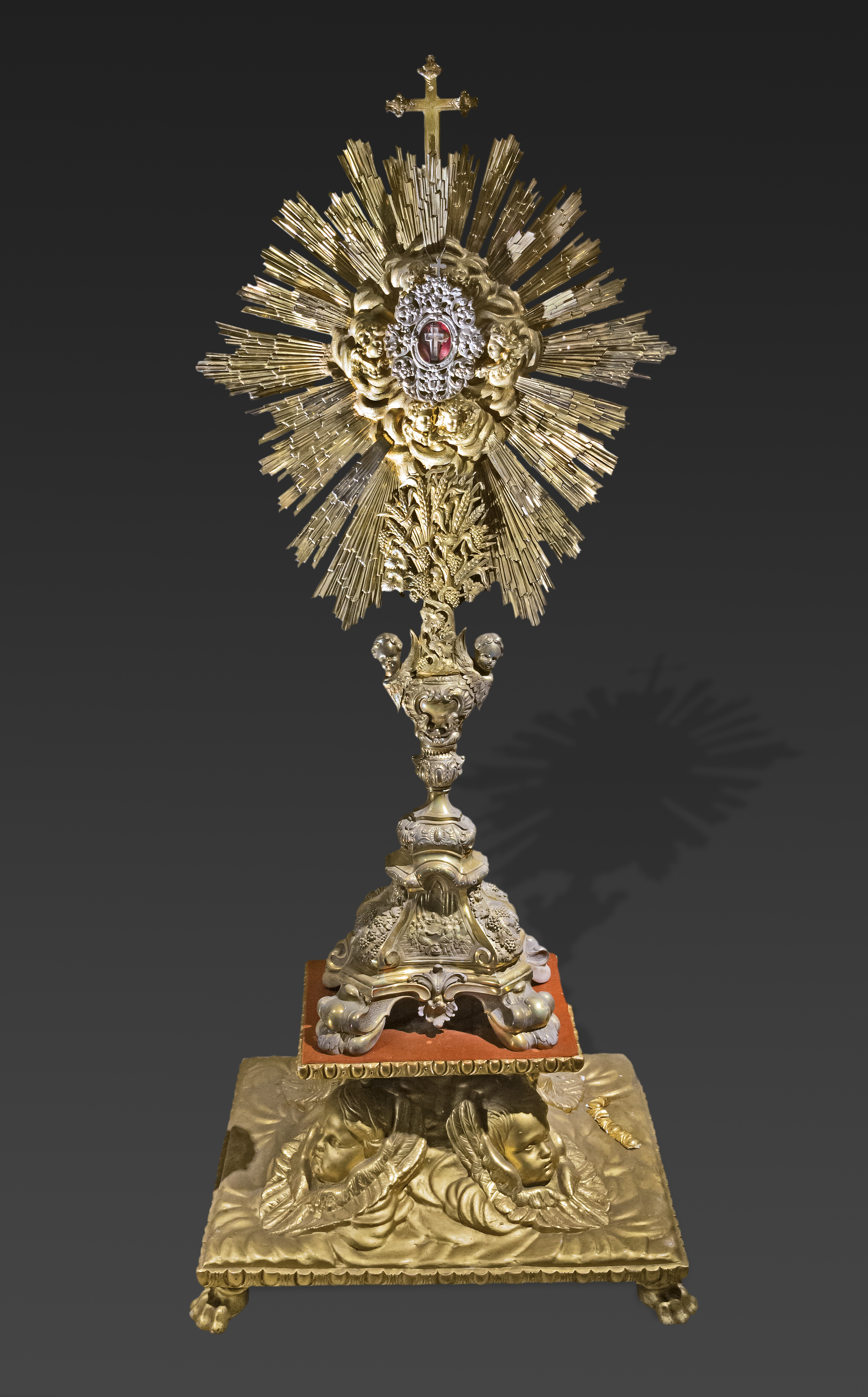
Monstrans med del av Det sanna korset.

Monstrans (av latin monstrare ’visa’), även kallat ostensorium, är ett kyrkligt bruksföremål med en genomskinlig pyxis i vilken den konsekrerade oblaten tillbedjes av församlingen under särskilda sakramentsandakter, så kallad sakramental tillbedjan. Bruket förekommer i Romersk-katolska, gammalkatolska, anglikanska och vissa lutherska församlingar. Det förekommer även att monstransen medtages i sakramentsprocessioner utanför kyrkan, särskilt under firandet av Corpus Christi-festen (första torsdagen eller söndagen efter Heliga Trefaldighets dag).

## Syfte
Enligt allmänkyrklig tro blir nattvardsgåvorna, brödet och vinet, Kristi verkliga kropp och blod i samband med konsekrationen (inom Västkyrkan traditionellt knutet till instiftelseorden). Romersk-katolsk syn innebär att brödet och vinet upphör att vara bröd och vin vid denna konsekration, vilket traditionellt beskrivs i transsubstantiationsläran. Liknande lära återfinns även i de östligt Ortodoxa kyrkorna.
Den lutherska synen innebär att de konsekrerade nattvardsgåvorna är både Kristi kropp och blod samtidigt som de fortfarande också är bröd och vin: något som man menar stämmer överens med läran om Kristi två naturer - denna lutherska syn beskrivs i konsubstatiationsläran.
Att brödet och vinet är Kristi kropp och blod är varken enligt romersk-katolsk, östligt ortodox eller luthersk lära bara en andlig eller symbolisk verklighet, utan en substantiell och materiell verklighet. Det är detta som kallas för realpresens: Jesu verkliga och fysiska närvaro i eukaristin. På grund av denna tro kan de konsekrerade elementen vara föremål för samma tillbedjan och vördnad som tillkommer Kristus.
Eftersom man tror att Kristus är närvarande i eukaristin verkligen och substantiellt kan det i monstransen reserverade sakramenten fungera som en fokuseringspunkt för tillbedjan. Vid eukaristisk tillbedjan är sakramentet utställt i monstransen, ofta placerad på altaret. När sakramentet inte är utställt är det reserverat i ett tabernakel, för att sedan konsumeras vid nästa mässtillfälle.

## Bruk och design

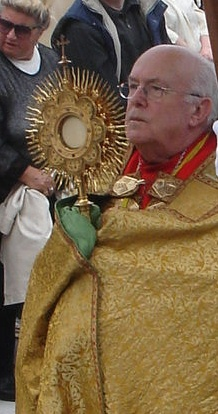
Monstrans buren av kardinal Godfried Danneels, iförd humeralvelum

Vid gudstjänst med sakramental välsignelse (benediktion) välsignar prästen församlingen med eukaristin reserverad i monstransen. Denna välsignelse skiljer sig från den vanliga välsignelsen utförd av prästen, eftersom den anses vara Kristi egen välsignelse. Monstransens utställande vid en sådan sakramentsandakt är traditionellt ackompanjerad av sång och då särskilt hymnen "Tantum Ergo Sacramentum".
Monstransen har en väldigt genomtänkt design, den vanligaste modellen är den med solstrålar krönt med ett kors. Den är oftast tillverkad för hand i guld eller annan ädelmetall, ibland bara av förgylld metall, och dekorerad med fina detaljer. I solstrålarnas mitt är det runda glaset placerat, genom vilket det heliga sakramentet kan beskådas. Bakom detta glas finns placerad en månskärsformad behållare i glas eller förgylld metall, kallad "luna" (latin ’måne’), där den konsekrerade oblaten/hostian placeras. Denna kan sedan tillsammans med oblaten placeras i en stående pyxis i tabernaklet. I äldre tider var monstransen ibland formad som ett litet skrin av olika form och storlek.
Prästen vidrör aldrig monstransen med bara händer när denna inrymmer Kristi kropp. I vördnad använder han därför ett humeralvelum, ett brett tygband som täcker hans skuldror (latin ’humera’) med fickor för händerna (se bild till höger).

## Protestantisk syn på användandet av monstrans
Reformerta kyrkor
I protestantiska kyrkor, särskilt i reformerta samfund, förekommer inte monstranser med hänvisning till att det inte finns belägg för dessa i Bibeln. 
Enligt den reformerta tolkningen av De tio budorden bryter också tillbedjan av nattvardsbrödet i monstransen mot det andra budordet (Andra Moseboken 20:4: "Du skall inte göra någon avbild eller bildstod...Du skall inte tillbe dem...").
Synen på tillbedjandet av nattvardsbrödet som något i Bibeln förbjudet går också tillbaka till den reformerta nattvardssyn som förnekar realpresensen.
Lutherska och anglikanska kyrkor
I andra kyrkosamfund som brukar betecknas som protestantiska såsom till exempel anglikanska eller lutherska kyrkor förekommer också monstrans. I dessa, nästan uteslutande högkyrkliga, sammanhang hänvisar man särskilt till tron på realpresensen som innebär att det är rätt och riktigt att tillbe brödet, som man menar faktiskt är Kristi kropp. Martin Luther och vissa av de "lutherska" reformatorerna avvisade användandet av monstranser, inte såsom avgudadyrkan, utan som ett "extra usum" (latin ’utanför bruket’), d.v.s. att Kristi kropp plockas ut ur det sammanhang den hör hemma: i mässan. Luther och hans reformatorer såg inget fel i själva tillbedjandet ,eftersom man trodde på realpresensen. Firandet av Corpus Christi, med tillhörande sakramentsprocessioner, förekom i lutherska församlingar i Tyskland så sent som på 1600-talet.
Svenska kyrkan
Inom svensk högkyrklighet var man förr försiktig med att bryta den reformatoriska synen på "extra usum", men med tiden har inställningen till monstranser och sakramentsandakter i praktiken förändrats. Inom Svenska kyrkan finns idag CBS, The Confraternity of the Blessed Sacrament, en ursprungligen anglikansk bönegemenskap som arbetar för eukaristisk fromhet och nattvardens helgd. Inom denna är bön inför monstransen och sakramental välsignelse något naturligt och firandet av Corpus Christi sker årligen. Några svenskkyrkliga präster anslutna till CBS har infört bruket i sina respektive församlingar. Även inom SSB och aKF förekommer bruket av monstrans och sakramentsandakter..

## Galleri

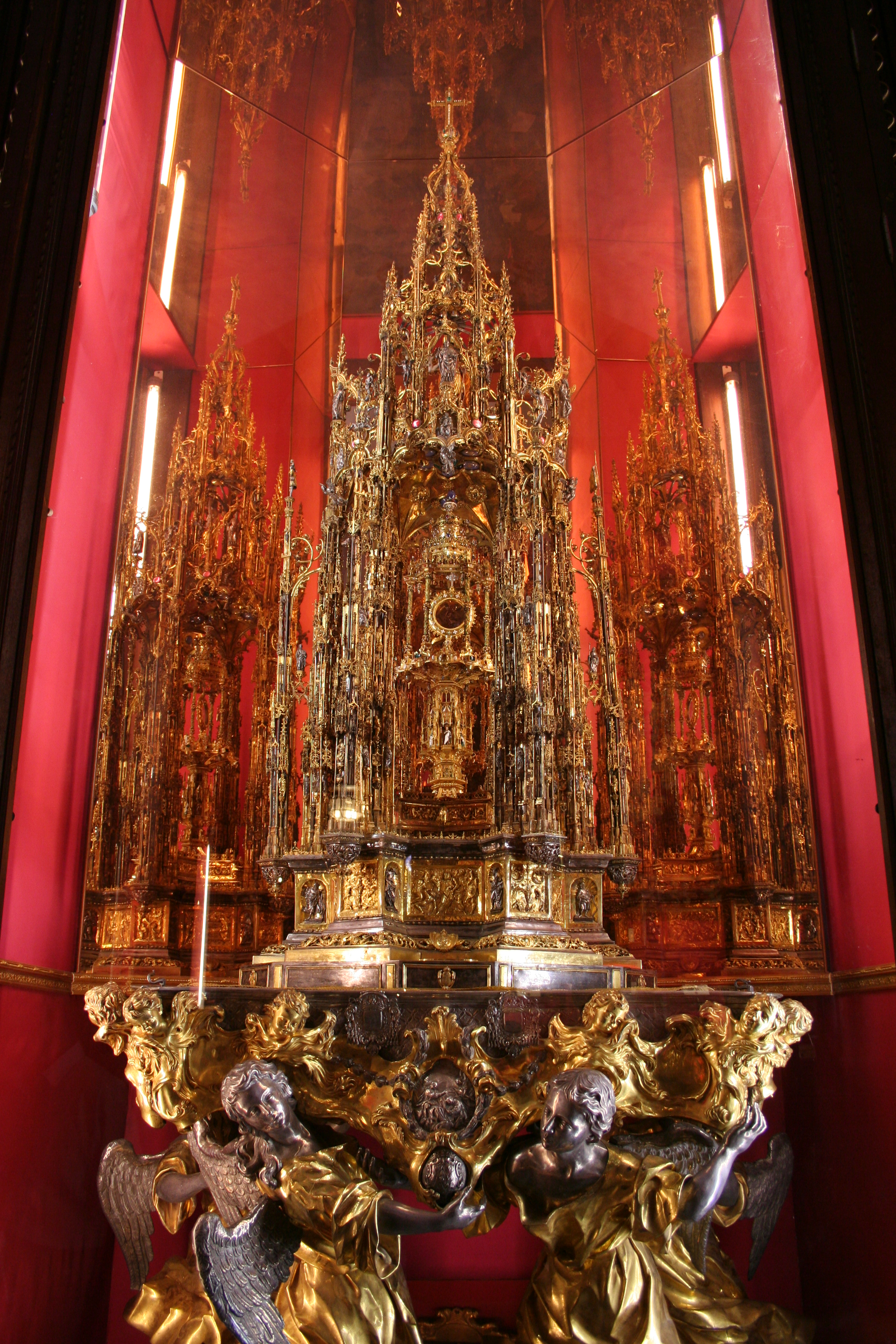
Den över tre meter höga monstransen från katedralen i Toledo, Spanien.
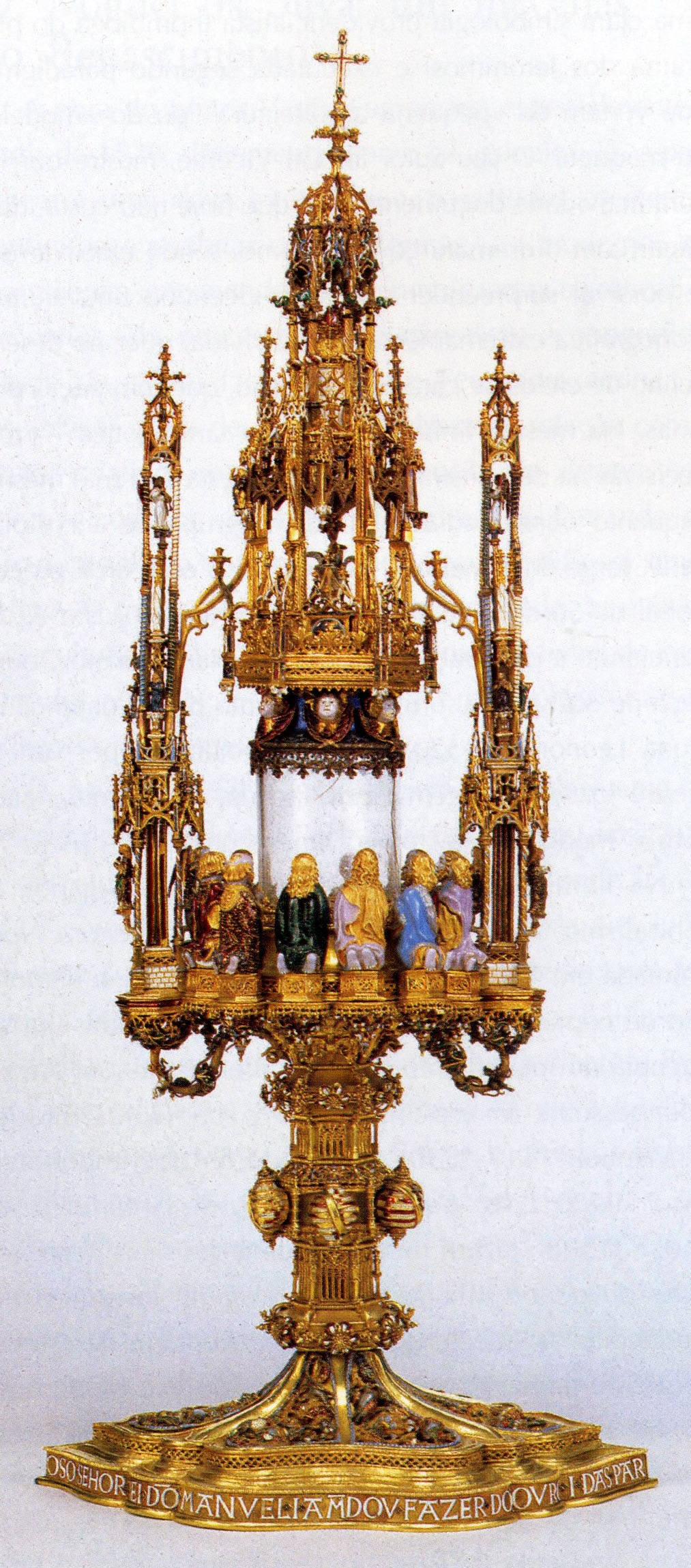
Monstrans från 1506 som gavs till klostret Mosteiro dos Jerónimos av Manuel I av Portugal. Numera återfunnen i Museu Nacional de Arte Antiga i Lissabon.
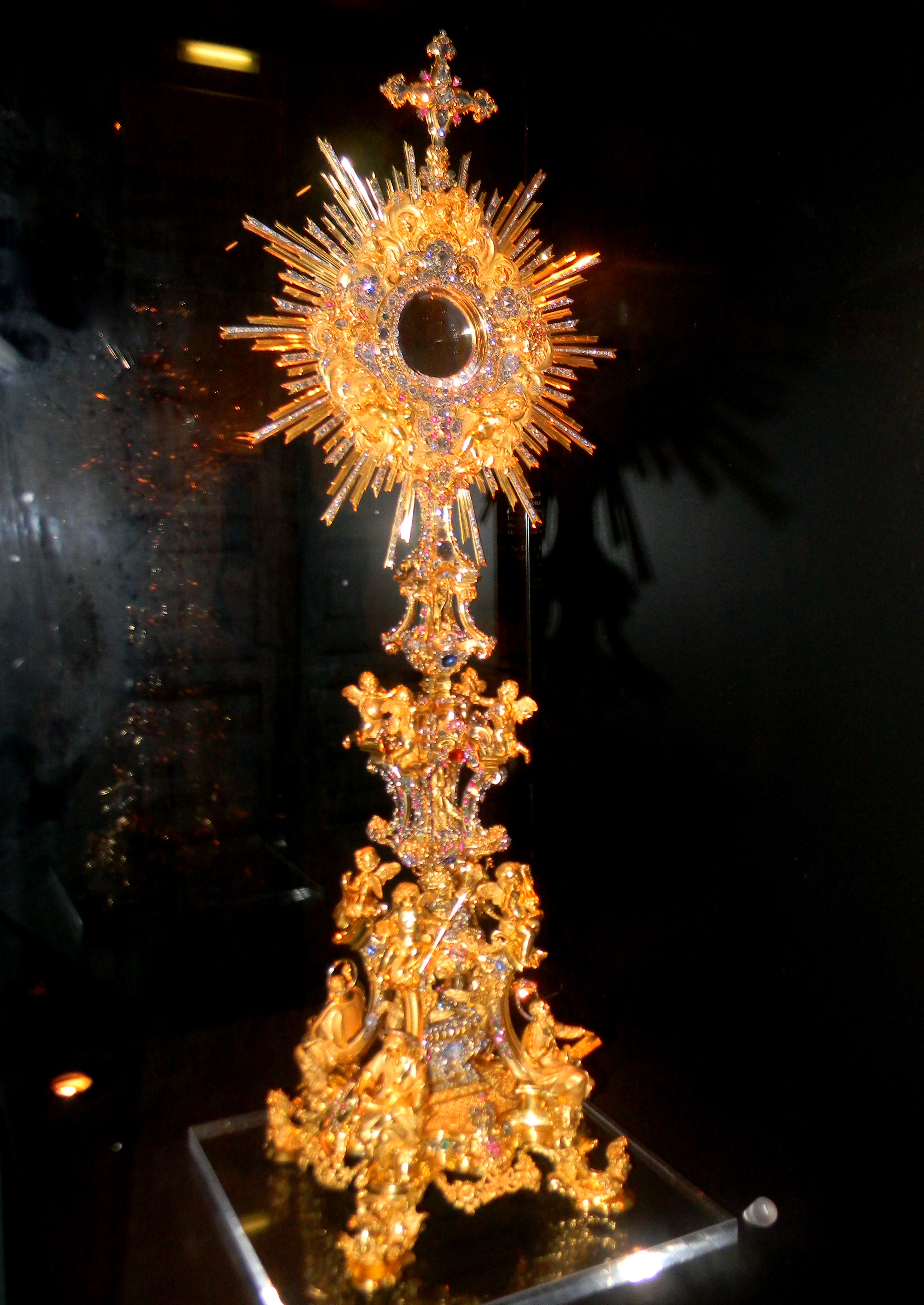
Monstrans gjord av solitt guld, diamanter, rubiner, safirer och emeralder från 1700-talets andra hälft som tillhör Lissabons katedral.
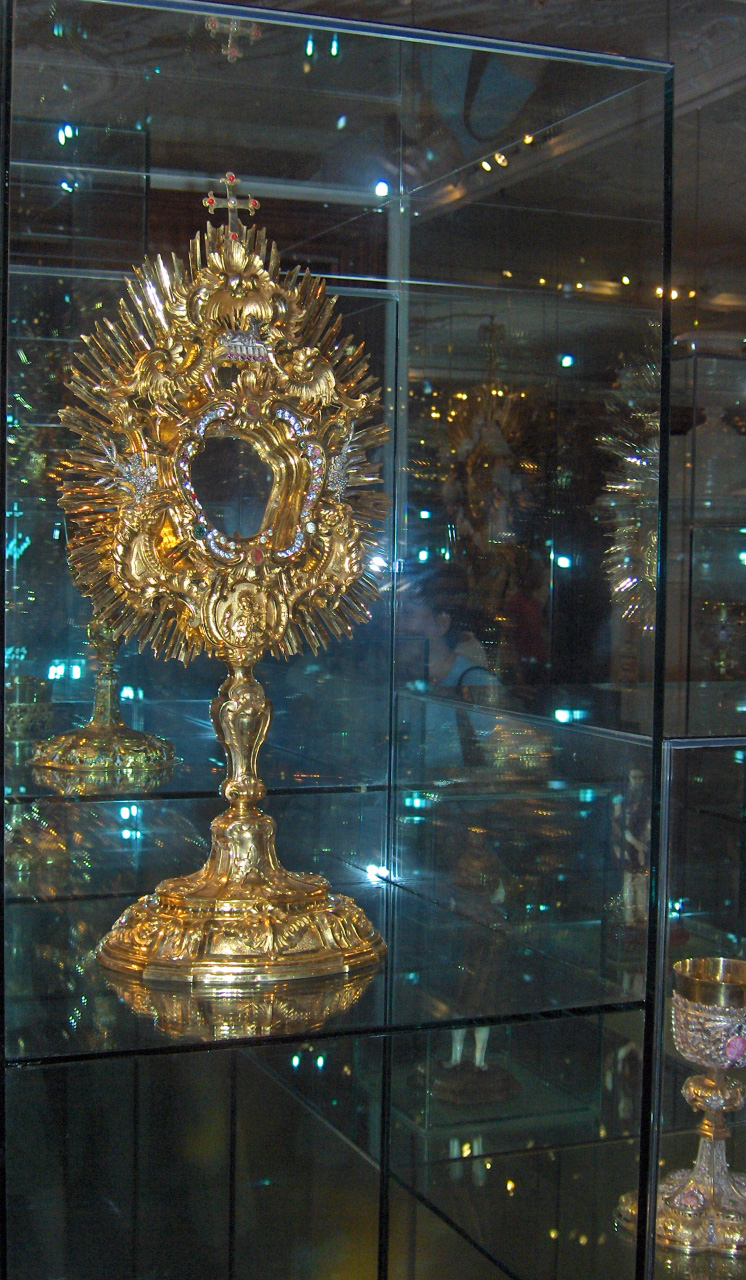
Monstrans från Stift Melk klostret i Österrike.
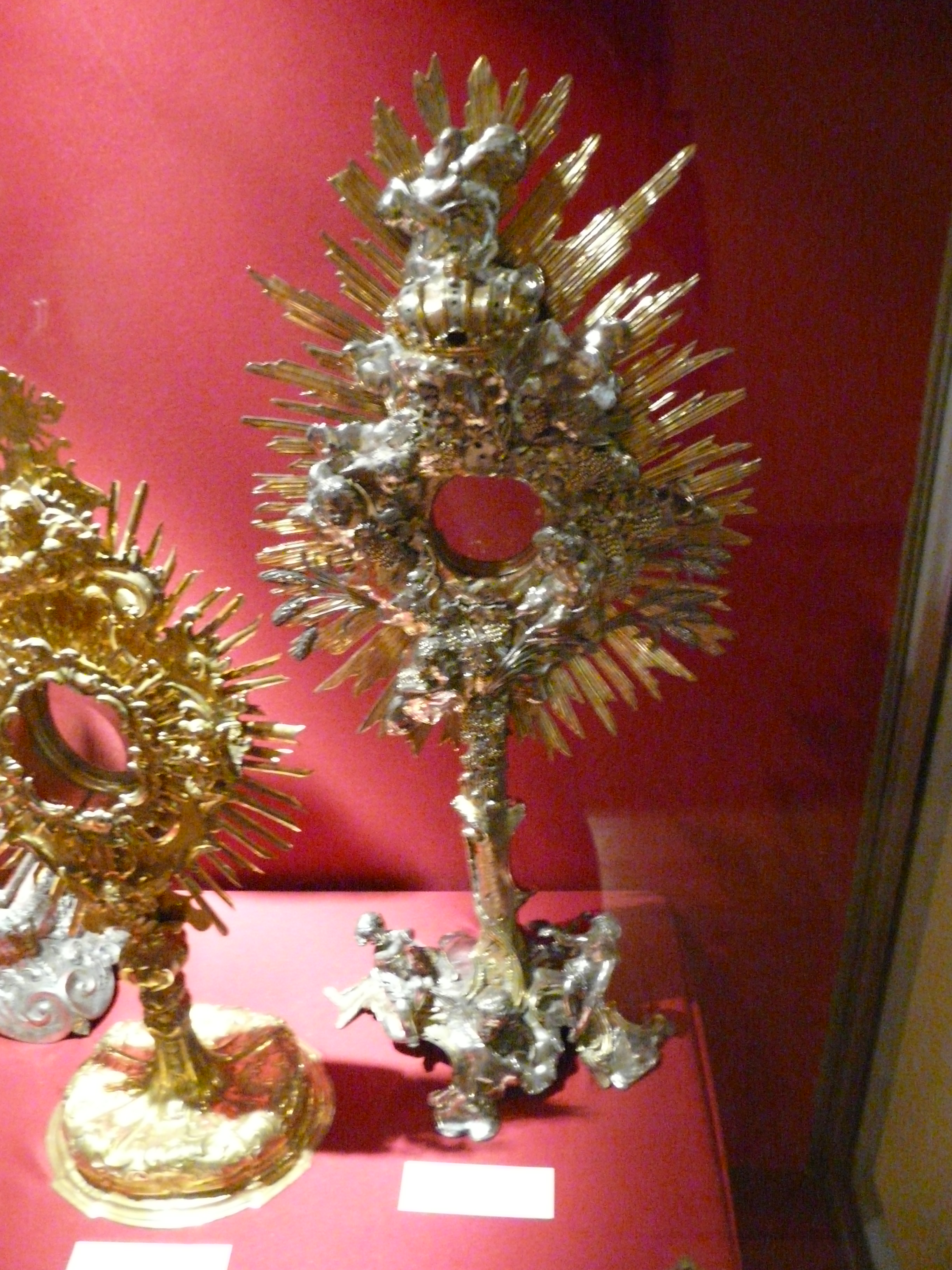
Polska Rokoko monstranser.
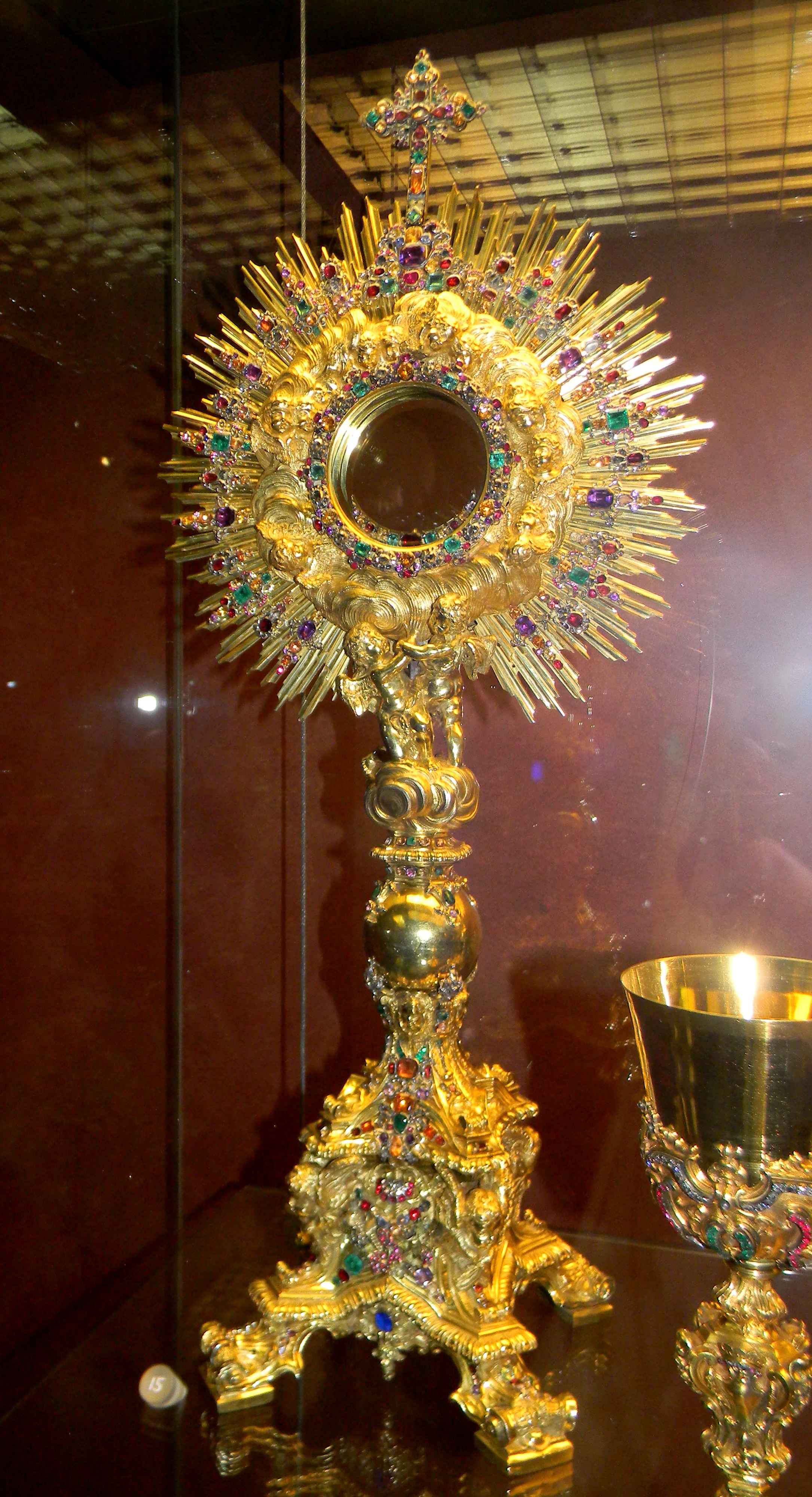
1700-tals monstrans från Museu Nacional de Arte Antiga i Lissabon.
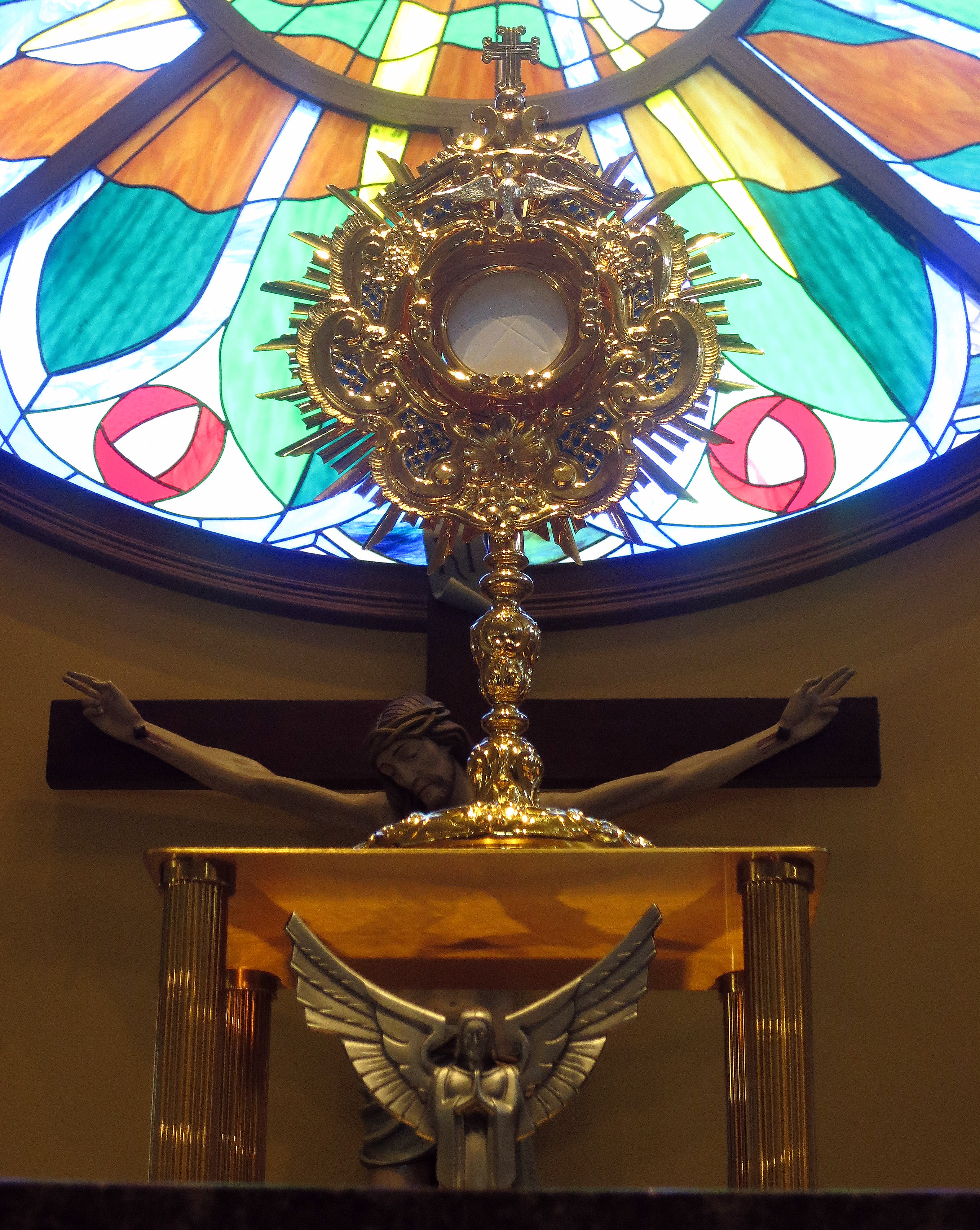
Monstrans i Saint John Neumann Church i Ohio med konsekrerad oblat.